# Le Jaguar, seigneur de l'Amazone
Pour plus de détails, voir Fiche technique et Distribution.
Le Jaguar, seigneur de l’Amazone (Jungle Cat) est un film documentaire américain sur la nature de la série True-Life Adventures produit par Disney réalisé par James Algar et sorti en 1960. 
Le film est narré par Winston Hibler. Le tournage, ayant pris trois ans, a eu lieu au Canada.

## Synopsis
Le film débute par une présentation en animation des félins dont le chat domestique avant de se recentrer sur le jaguar, le plus grand des félins chasseurs.

## Fiche technique
- Titre original : Jungle Cat
- Titre français : Le Jaguar, seigneur de l’Amazone
- Réalisation : James Algar
- Scénario : James Algar
- Narrateur : Winston Hibler
- Image : Lloyd Beebe, James R. Simon, Hugh A. Wilmar
- Musique :
  - Composition originale : Oliver Wallace
  - Chef d'orchestre : Clifford Vaughan
  - Monteur musical : Evelyn Kennedy
- Montage : Norman R. Palmer
- Effets d'animation : Joshua Meador, Art Riley
- Effets spéciaux: Ub Iwerks
- Technicien du son : Robert O. Cook
- Directeur de production : Erwin L. Verity
- Société de production : Walt Disney Production
- Société de distribution : Buena Vista Distribution
- Pays : États-Unis
- Langue : anglais
- Format : Technicolor, d'après une source en 16 mm
- Durée : 70 minutes
- Date de sortie : 10 août 1960

Sauf mention contraire, les informations proviennent des sources suivantes : Leonard Maltin

## Sorties cinéma
Sauf mention contraire, les informations suivantes sont issues de l'Internet Movie Database.
- États-Unis : 16 décembre 1959 (limité), 10 août 1960 (nationale)
- Allemagne de l'Ouest : juin 1960	(Berlinale)
- Italie : 19 octobre 1960
- Japon : 15 novembre 1960
- Finlande : 8 septembre 1961

## Origine et production
Le film reprend le principe des autres True-Life Adventures avec les animations assurant les explications et transitions mais se détache des précédentes productions par la zone géographique couverte. Ici le sujet est la jungle amazonienne au travers d'un de ses représentants, le jaguar.
Mais Le Jaguar, seigneur de l'Amazone est le dernier long métrage True-Life Adventures car Walt Disney décide de changer de format, préférant des productions hybrides mélanger des images factuelles et des situations fictives, ce que l'on nomme docufiction. Cette décision sera comme de nombreuses décisions prises par Walt, juste et à temps, répondant aux attentes du public.

## Sortie au cinéma et accueil du public
Le film a été diffusé à la télévision dans l'émission Walt Disney's Wonderful World of Color sur NBC le 12 avril 1964. Des extraits du films ont été utilisés pour produire deux courts métrages éducatifs sortis en 1974, Animals of the South American Jungle et Jungle Cat of the Amazon.
Pour Leonard Maltin, le film possède de très belles images mais manque d'un certain suspense, d'une certaine excitation pour tenir en haleine le spectateur durant les 70 minutes du film. Variety écrit à ce sujet que le film est « quelque peu moins époustouflant, considérablement moins divertissant mais tout autant méticuleux et artistiquement filmé que les précédents opus des True-Life Adventures. » Mais il indique que le public n'a pas franchement bien accueilli le film selon lui en raison d'une forme de lassitude, le contenu ayant une impression de déjà vu.
La réception par la presse a été assez bonne, voir enthousiaste. Howard Thompson du New York Times le décrit comme « l'un des meilleurs films de Disney, intime, goûteux, fort et vraisemblable » tandis que le London Times y voit un film fascinant. Le magazine Time évoque le film comme « différent des premiers films animaliers de Disney car il laisse aux animaux fournir leur propre humour. »